# Rano Raraku
Rano Raraku – krater wulkaniczny o średnicy ok. 700 m we wschodniej części Wyspy Wielkanocnej, którego dno zajmuje niewielkie kraterowe jezioro wulkaniczne o długości 700 m i średniej szerokości ok. 250 m. W strefie litoralnej jest porośnięte.
W obrębie krateru i jego sąsiedztwie znajdują się posągi moai oraz pozostałości kamieniołomu, w którym je wykuwano.

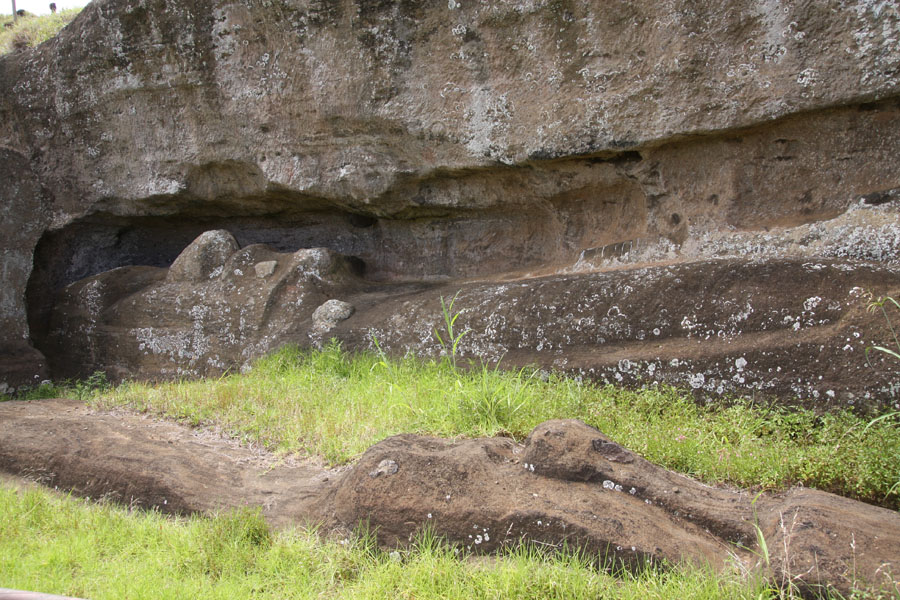
Niedokończony posąg w kamieniołomie

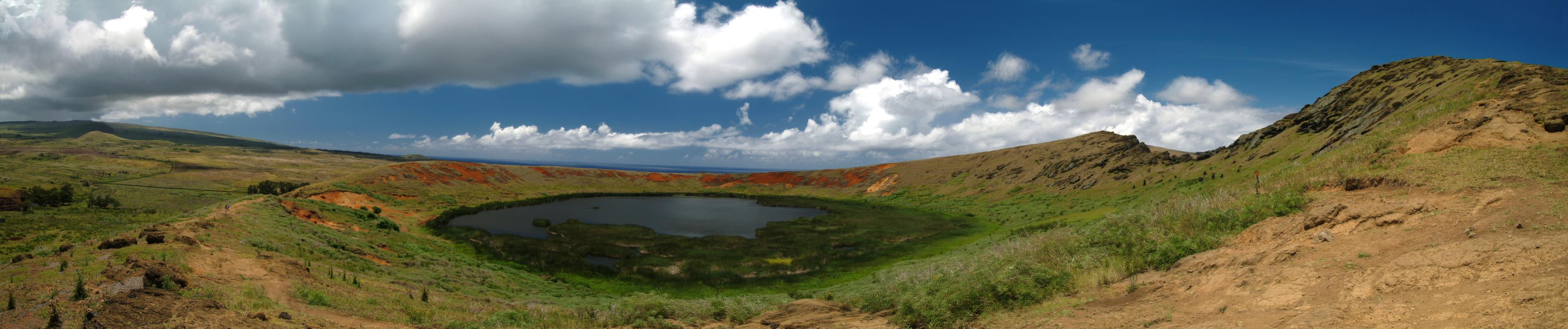
Panorama Rano Raraku